# Sailly-le-Sec
Sailly-le-Sec település Franciaországban, Somme megyében. Lakosainak száma 350 fő (2022. január 1.). Sailly-le-Sec Le Hamel, Méricourt-l’Abbé, Sailly-Laurette, Treux, Vaire-sous-Corbie, Vaux-sur-Somme és Ville-sur-Ancre községekkel határos.

## Népesség
A település népessége az elmúlt években az alábbi módon változott:
| Lakosok száma | 341  | 348  | 357  | 352  | 349  | 350  | 350  | 350  | 350  |
|               | 2013 | 2015 | 2016 | 2017 | 2018 | 2019 | 2020 | 2021 | 2022 |